# Zizula donovani
Zizula donovani är en fjärilsart som beskrevs av Kirby 1800. Zizula donovani ingår i släktet Zizula och familjen juvelvingar. Inga underarter finns listade i Catalogue of Life.